# Liv Arnesen
Liv Ragnheim Arnesen (Bærum, 1 de junio de 1953) es una exploradora y educadora noruega, esquiadora de esquí nórdico, aventurera, guía, y conferenciante motivadora. Arnesen lideró la primera expedición compuesta por mujeres que atravesó el casquete de hielo de Groenlandia en 1992. En 1994, apareció en todos los titulares internacionales al convertirse en la primera mujer del mundo en alcanzar en solitario el Polo Sur, esquiando y sin apoyo externo. Una expedición de 50 días y 1200 kilómetros.

## Biografía
Liv Arnesen nació y creció en Bærum, Noruega a las afueras de Oslo donde desde muy temprana edad, sus padres la aficionaron al esquí nórdico y la historia polar: el relato de Roald Amundsen sobre su expedición al Polo Sur y la historia del intento de Sir Ernest Shackleton de cruzar la Antártida resultaron inspiradores para ella. Desde muy joven desarrolló un gusto especial por los espacios abiertos mientras pasaba los inviernos y las vacaciones de Semana Santa en las montañas noruegas. Su pasión por el deporte y las actividades al aire libre ha llevado a Arnesen a competir en orientación y esquí nórdico, así como entrenar a alumnos de instituto en esquí nórdico de niveles avanzados. Además de su actividad como exploradora, Andersen también es educadora y oradora motivacional.

## Expediciones
Arnesen y Julie Maske formaron el primer equipo totalmente femenino que cruzó el casquete de hielo de Groenlandia sin apoyo externo en 1992.
En 1994 Arnesen se convirtió en la primera mujer del mundo en alcanzar en solitario el Polo Sur, esquiando y sin apoyo externo en una expedición de 50 días y 1200 kilómetros. En su libro Las niñas buenas no van al polo Sur Arnesen cuenta con detalle su encuentro en solitario con la Antártida.
Arnesen intentó alcanzar la cima del Everest en 1996, pero tuvo que retirarse al empezar a tener síntomas de mal de altura.
En 2001 Arnesen y la exploradora polar Ann Bancroft se convirtieron en 2001 en las primeras mujeres de la historia en atravesar esquiando la Antártida. Completaron la expedición en 94 días y recorrieron 2747 kilómetros.

## Premios y reconocimientos
- 1999 - Diploma honorario de la Sociedad Geográfica Rusa[7]
- 2001 - Nombrada "Mujer del Año" por la revista estadounidense Glamour[7]
- 2001 - Premio Trailblazer (Salón de la Fama Escandinavo-Americano)[7]
- 2001 - Premio al Logro de la Cámara de Comercio Noruego-Estadounidense[7]
- 2008 - WINGS Women of Discovery Courage Award[7][8]
- 2011 - Årets Fjellgeit (Cabra Montés del Año),[9] otorgado por el Festival de Montaña Noruego y la Asociación Noruega de Turismo, por «ser pionera en un ámbito que ha estado dominado exclusivamente por hombres.»[10]

## Publicaciones
- No Horizon is so Far: An Extraordinary Journey across Antarctica. Ann Bancroft and Liv Arnesen. Da Capo Press. 2003. ISBN 0-7382-0794-2
- Ann And Liv Cross Antarctica. A Dream Come True! Ann Bancroft and Liv Arnesen. Da Capo Press. 2003. ISBN 0-7382-0934-1
- Las niñas buenas no van al polo Sur, 2013, Interfolio Libros ISBN 9788494061035
- Skiing into the Bright Open: My Solo Journey to the South Pole, 2021, Univ Of Minnesota Press. ISBN 978-1517911492